# Lulu.fm
lulu.fm, das queere Radio – war ein privater bundesweiter Hörfunksender, der sich mit seiner Musikfarbe und seinem Programm primär, aber nicht nur, an Homosexuelle, Bisexuelle, Transgender oder Intersexuelle wendete – die LSBTIQ-Community. Es war das einzige Radioprogramm für diese Zielgruppe mit bundesweiter Rundfunklizenz und terrestrischer Verbreitung über Antenne. Es wurde veranstaltet von der lulu Media GmbH in Köln.
lulu.fm sendete in mehreren deutschen Metropolen über DAB+, in Berlin, Hamburg, in Hessen, in Sachsen und seit Anfang 2022 auch in Wien.
Seit Dezember 2021 sendete lulu.fm in Berlin und später auch in Köln auch auf UKW.
Nach eigenen Angaben erreichte lulu.fm über DAB+ mehr als 22 Mio. Einwohner in Deutschland und ein Drittel der Bevölkerung Österreichs. Der Sender war auch online zu empfangen.

## Programm
lulu.fm sendete ein 24/7 Infotainment-Vollprogramm aus, für, mit und über die schwul-lesbische und queere Community. Mit täglichen LGBTI-Nachrichten, Meldungen, Geschichten, Interviews, Lifestyle-Themen und vielen Musikrubriken. 
Das Programm wurde aus dem "lulu.fm Loft" in Köln gesendet. Bekannte Moderierende über viele Jahre waren Cathrin Herr, Thorsten Dütsch, Benedikt Schmitz und Frank Weiler. Die Stationvoice kam von Stephan Kaiser.

## Geschichte
Am 1. Juli 2012 nahm lulu.fm seinen Sendebetrieb als Musik-Webradio auf. Es entstanden die ersten Musikrubriken. Seit Frühjahr 2015 waren auch die eigenen Smartphone-Apps für iOS und Android verfügbar.
Im Frühjahr 2016 wurde bei der Landesanstalt für Medien Nordrhein-Westfalen (LfM NRW) Antrag auf eine bundesweite Rundfunklizenz gestellt, welche im Juni 2016 durch die Kommission für Zulassung und Aufsicht (ZAK) der 14 deutschen Landesmedienanstalten erteilt wurde. Seit dem 1. Oktober 2016 sendete lulu.fm in Berlin/Brandenburg (Fernsehturm am Alexanderplatz) und Hamburg (Telemichel/Heinrich-Hertz-Turm) über DAB+. Am 12. Dezember 2017 hat die Hessische Landesanstalt für privaten Rundfunk und neue Medien (LPR) lulu.fm auf Antrag die Sendelizenz für eine Verbreitung über DAB+ im Rhein-Main-Gebiet erteilt. Am 23. Januar 2017 wurde der Sendebetrieb an den drei Standorten Frankfurt/Europaturm, Großer Feldberg und Mainz-Kastel aufgenommen. Am 4. April 2018 wurde das Sendegebiet nach Süden erweitert. Vom 135 Meter hohen Sendeturm auf dem Hardberg erreicht lulu.fm nun auch weite Teile von Südhessen, Mannheim, Heidelberg und Speyer.
Am 3. Juni 2017 hatte die Sächsische Landesanstalt für privaten Rundfunk und neue Medien (SLM) lulu.fm Übertragungskapazitäten für einen Small-Scale-Versuchsbetrieb über DAB+ in Leipzig zugeteilt. Sendestart war am 31. Januar 2018. Der zweijährige Versuchsbetrieb wurde von der SLM in einen Regelbetrieb überführt. lulu.fm hat eine 10-Jahres-Lizenz für Leipzig erteilt bekommen.
Im Herbst 2021 wurde lulu.fm von der mabb eine UKW-Frequenz in Berlin zugewiesen. Seit 14. Dezember 2021 sendete lulu.fm in Berlin auf 104,1 MHz und seit 1. November 2022 in Köln auf 94,5 MHz.
Seit 15. Januar 2022 sendete lulu.fm auch in Wien über DAB+ und erreicht mit dem leistungsstarken Sender auf dem DC-Tower fast 1/3 der österreichischen Bevölkerung über Antenne.
Die SLM hatte lulu.fm bereits am 5. Oktober 2020 eine 10-jährige Sendelizenz für Chemnitz erteilt und Verbreitungskapazitäten zugewiesen.
Auch für Dresden hatte lulu.fm seit 2022 eine Lizenz über zugewiesene Kapazitäten.
Am 21. Juni 2024 kündigte lulu.fm an, den Sendebetrieb in Deutschland zum 30. Juni einzustellen. Der Sendebetrieb in Österreich wurde noch bis Ende 2024 fortgeführt.

## Empfang
Digital Audio Broadcasting (DAB+)
| Standort  | Sender               | Kanal | kByte/s | kW  | Sendestart   |
| --------- | -------------------- | ----- | ------- | --- | ------------ |
| Berlin    | Berliner Fernsehturm | 7B    | 72 kbps | 10  | 1.10.2016    |
| Hamburg   | Heinrich-Hertz-Turm  | 10D   | 72 kbps | 10  | 1.10.2016    |
| Frankfurt | Europaturm           | 12C   | 56 kbps | 5   | 23.01.2017   |
| Wiesbaden | Mainz-Kastel         | 12C   | 56 kbps | 5   | 23.01.2017   |
| Feldberg  | Großer Feldberg      | 12C   | 56 kbps | 4,5 | 23.01.2017   |
| Odenwald  | Sender Hardberg      | 12C   | 56 kbps | 5   | 04.04.2018   |
| Leipzig   | Leipzig Messegrund   | 6C    | 80 kbps | 2   | 31.01.2018   |
| Chemnitz  | Chemnitz-Reichenhain | 5B    | 80 kbps | 2   | 2023 geplant |
| Dresden   | Wachwitz             | 8C    | 80 kbps | 2   | 2023 geplant |
| Wien      | DC Tower 1           | 11C   | 72 kbps | 13  | 15.01.2022   |

Programmfenster jeden Samstagabend
| Standort | Sender      | Kanal | kByte/s | kW | Sendestart |
| -------- | ----------- | ----- | ------- | -- | ---------- |
| München  | Olympiaturm | 11C   | 80 kbps | 4  | 01.12.2022 |

UKW
| Standort | Sender            | Frequenz  | kW    | Sendestart |
| -------- | ----------------- | --------- | ----- | ---------- |
| Köln     | Köln-Sternengasse | 94,5 MHz  | 0,016 | 01.11.2022 |
| Berlin   | Schöneberg        | 104,1 MHz | 0,63  | 14.12.2021 |

Online/Mobil
Webchannels
Neben dem Hauptprogramm bot lulu.fm zehn weitere Webchannels mit teils ausgefallenen Musikrichtungen an. lulu2, luluLOFT, luluCLUB, luluTRAX, lulu80XL, luluESC, luluD'OR, luluEURO, luluDYKE, und luluDIVA.